# Grub (Schauenstein)
Grub ist eine Wüstung im Stadtgebiet von Schauenstein im oberfränkischen Landkreis Hof.
Grub ist die Flurbezeichnung für ein weitläufiges Gebiet westlich der Staatsstraße St 2195 zwischen Helmbrechts und Volkmannsgrün. Das Areal bildet im Süden die Grenze zum Stadtgebiet Helmbrechts, wo sich die Wüstungen Hilkersreuth und Hoftheile anschließen. Im Rahmen des Projektes Wüstungen um Kleinschwarzenbach erschien 2015 eine Karte mit Erläuterungen zu den drei Wüstungen. Die Bezeichnung Grub weist auf Bergbau hin. In der weitläufigen Flur ist die Siedlung noch nicht genauer verortet und daher bislang kein Bodendenkmal. Einzelne Autoren sprechen von einem vorderen und einem hinteren Grub. Scherbenfunde wurden u. a. im Jah 2008 in Richtung Volkmannsgrün westlich des Waldgebietes gemacht, im Wald befindet sich ein Steinbruch. In Schloss Seehof als Sitz der mittleren Denkmalschutzbehörde sind einzelne Funde dokumentiert.
Als Siedlung ist Grub 1386 und 1388 urkundlich genannt. Damals wurde die Herrschaft Schauenstein der Familie Wolfstriegel an die Burggrafen von Nürnberg verkauft. Daraus entwickelte sich eine Fehde zwischen den Burggrafen und den Vögten von Weida. In den Jahren 1398 im Lehenbuch des Burggrafen Johann und 1408 war Grub eine Wüstung und teilte dieses Schicksal mit anderen kleinen Orten der Umgebung, darunter der Jaythof und Dürrengrün. Die Wüstung „Grueb“ wurde 1398 vom Burggrafen Johann an Friedrich von Guttenberg verkauft.